# Conolophia aemula
Conolophia aemula là một loài bướm đêm trong họ Geometridae.

## Hình ảnh

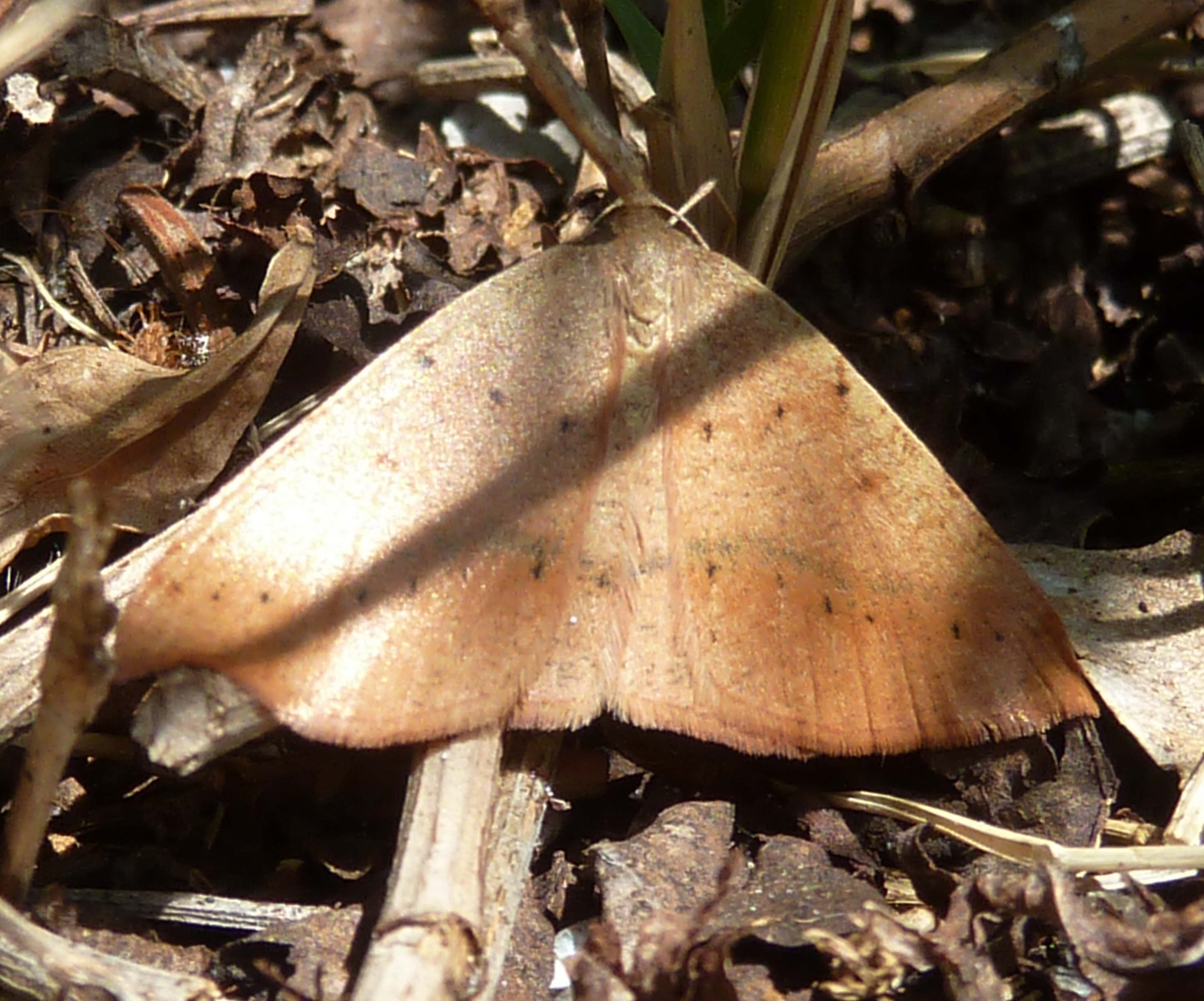